# David King (batterista)
David King, anche noto come Dave King (Minneapolis, 8 giugno 1970) è un batterista e compositore statunitense.
È noto per essere membro fondatore del trio jazz The Bad Plus (con Reid Anderson ed Ethan Iverson) e del gruppo Happy Apple (con Michael Lewis ed Erik Fratzke) sebbene sia comunque attivo in molti altri progetti tra cui il collettivo free jazz Buffalo Collision con cui collaborano musicisti del calibro di Tim Berne e Hank Roberts.
In qualità di batterista freelance ha registrato o suonato con artisti come Bill Frisell, Joshua Redman, Joe Lovano, Dewey Redman, Jeff Beck, Atmosphere, Kurt Rosenwinkel, Django Bates, Meat Beat Manifesto, Craig Taborn, Wendy Lewis, Chris Speed.
King ha anche composto e suonato musiche per il Mark Morris Dance Group e, inoltre, si è esibito dal vivo per tre stagioni nelle sfilate della settimana della moda indette dal designer Isaac Mizrahi al Bryant Park di New York. Nel marzo 2008 King è apparso insieme ai The Bad Plus in Late Night with Conan O'Brien.

## Discografia

### Come leader
- Indelicate (2010)

Con i The Bad Plus
- The Bad Plus (2001) - conosciuto anche come Motel
- Authorized Bootleg: New York 12/16/01 (2002) - album live
- These Are the Vistas (2003)
- Give (2004)
- Blunt Object: Live in Tokyo (2005) - album live
- Suspicious Activity? (2005)
- Prog (2007)
- For All I Care (2008)
- Never Stop (2010)
- Made Possible (2012)
- The Rite of Spring (2014)
- Inevitable Western (2014)
- The Bad Plus Joshua Redman (2015)
- It's Hard (2016)
- Never Stop II (2018)
- Activate Infinity (2019)

Con Reid Anderson e Craig Taborn
- Golden Valley Is Now (Intakt, 2019)[1]

### Altre collaborazioni
- Rhea Valentine - Rhea Valentine (1995)
- Rimorchiatore - 1981 Decor
- Bill Carrothers - The Electric Bill (2002)
- Robert Skoro - Proof (2002)
- Craig Taborn - Junk Magic (2004)
- Meat Beat Manifesto - At The Center (2005)
- Bill Carrothers - Shine Ball (2006)
- Haley Bonar - Lure The Fox (2006)
- Mason Jennings - Boneclouds (2006)
- Haley Bonar - Big Star (2008)
- Donna Lewis - Brand New Day (2015)
- Craig Taborn - Daylight Ghosts (2017)
- Julian Lage - Love Hurts (2019)